# Meslin
Meslin foi uma antiga comuna francesa na região administrativa da Bretanha, no departamento Côtes-d'Armor. Estendia-se por uma área de 13,94 km². Em 2010 a comuna tinha 987 habitantes (densidade: 70,8 hab./km²).
Em 1 de janeiro de 2016, passou a formar parte da comuna de Lamballe, e posteriormente à nova comuna de Lamballe-Armor, em 1 de janeiro de 2019.